# Rhizophoraceae
Rhizophoraceae is een botanische naam, voor een familie van tweezaadlobbige planten. Een familie onder deze naam wordt universeel erkend door systemen voor plantentaxonomie, en ook door het APG-systeem (1998) en het APG II-systeem (2003)
In APG II heeft de familie twee verschillende toegestane omschrijvingen:
- inclusief de planten die anders de familie Erythroxylaceae vormen of
- exclusief deze planten; in de enge zin gaat het om een niet heel grote familie van meer dan honderd soorten mangrovebomen.

In het Cronquist-systeem (1981) werd de familie geplaatst in een eigen orde (Rhizophorales). Daarentegen plaatste het Wettstein-systeem (1935) haar in de orde Myrtales.